# Blood II: The Chosen
Blood II: The Chosen é um jogo de tiro 3D em primeira pessoa produzido pela Monolith Productions e distribuído pela GT Interactive em 1998, trata-se da sequência do consagrado Blood. O game foi desenvolvido através da engine "Lithtech", utilizado também em Shogo: Mobile Armor Division e  KISS Psycho Circus: The Nightmare Child, possuindo assim gráficos diferentes do seu antecessor, na qual tinha a mesma engine usada em Duke Nukem 3D e em Shadow Warrior. Em 1999, a Monolith lançou o seu pacote de expansão, denominado Blood II: The Chosen - The Nightmare Levels.

## Características

### Jogabilidade
O jogo possui elementos mágicos misturados com elementos tecnológicos, além de boa jogabilidade. Apesar disso, em relação ao seu antecessor, o game perdeu um pouco de sua tenebrosidade no ambiente, não tendo mais aquelas cenas macabras que marcaram o primeiro jogo, mas no entanto não deixa de ser considerado um bom "shooter". Antes em Blood, o jogador podia apenas controlar Caleb, enquanto que nesse, além dele, pode se jogar também com Ophelia, Gabriella e Ishmael.
Nele você tem a disposição, um arsenal de dezoito armas que variam desde uma simples faca até uma bazuca incineradora. Além dessas armas, truques de magia, que variam de acordo com o personagem que se joga, também estão presentes. O fator tecnologia misturado com o fator mágica, adicionado de jogabilidade simples deixa a diversão garantida para o jogador.

### Gráficos
No primeiro jogo a Monolith aproveitou a mesma "engine" usada em Shadow Warrior e Duke Nukem 3D, denominada Build. Já nesse, a Monolith criou um novo modelo de gráficos e texturas chamada Lithtech. Esse novo motor de jogo permite a sincronização dos feixes de luz e dos seus respectivos reflexos, além de tornar as explosões mais realistas deixando fumaças.

## História
Cem anos se passaram desde que os eventos mostrados em Blood ocorreram, quando Caleb derrotou o seu pior inimigo, Tchernobog, em 1928. Naquela época, Caleb teve de enfrentar o Cabal (o culto de adoração a Tchernobog) sozinho, já que os seus amigos Ishmael, Gabriel e a sua amada Ophelia, tinham sido mortos pela seita satânica.
Durante todo esse período de um século, Caleb vagou sozinho pelo mundo, procurando uma maneira de ressuscitar os seus dois amigos e mais a sua querida, mas sem sucesso. Ele cresceu um pouco mais tolerante com relação às outras pessoas, mas não foi por isso que ele deixou de fazer o seu passatempo predileto: MATAR. Enquanto isso o culto de adoração a Tchernobog não foi encerrado, mesmo com a morte do diabo no jogo anterior. O Cabal ,como era conhecido, sofreu uma drástica mudança, evoluindo de geração em geração e ganhando terreno até se tornar um grande e obscuro conglomerado industrial conhecido como CabalCO, sob a liderança do sinistro Gideon que é o homem que coordenou a transformação do Cabal para CabalCO. Ele também é o presidente do conglomerado.
O ano agora é 2028, a Cabal ainda tenta dominar o mundo, não mais com seus meios mágicos como foi mostrado no primeiro jogo, mas através de meios econômicos, comerciais e políticos, sendo assim possível entrar no cotidiano das pessoas e por fim dominá-las. Entretanto, o plano desta megacorporação é assustador, na qual pretende dominar o mundo através de fendas dimensionais por onde criaturas horripilantes possam atravessá-las e causar o terror em todo o planeta.
Com a derrota de Tchernobog no primeiro jogo, Caleb adquiriu os poderes do demônio e somente ele poderá impedir os terríveis planos de Gideon. Durante uma luta contra um zumbi, Gideon aparece de frente com Caleb e revela para ele o seu terrível plano, fugindo em seguida. Caleb então inicia a sua caçada contra Gideon a fim de dar um basta nas ambições do líder da CabalCO.
Durante a perseguição, uma surpresa para Caleb. Ishmael, Ophelia e Gabriella (é o mesmo Gabriel do primeiro jogo que tinha sido morto por Shial, só que ele sofreu uma transformação e se tornou mulher) ressuscitam e aparecem por uma fenda dimensional. Finalmente, o quarteto anti-cabalco está formado, Caleb e seus companheiros estão prontos para acabar com os planos de Gideon e tentar salvar o planeta.

## Personagens

### Heróis ou anti-heróis
- Caleb - É o protagonista do jogo e um dos personagens jogáveis. Foi quem acabou com Tchernobog, adquiriu os poderes do demônio e vagou pelo mundo durante cem anos procurando uma maneira de ressuscitar Ophelia, Gabriella e Ishmael mas sem sucesso. Um oficial da Cabal o descreve com um cara teimoso demais para matar e burro demais para morrer, por causa da sua sede por sangue.

- Ophelia - É também uma das personagens jogáveis. No passado, ela teve um relacionamento amoroso com Caleb antes de ser raptada e morta por Ceogh, rei dos gárgulas (cena mostrada no primeiro jogo). Agora depois de ressuscitada, ela está disposta a se vingar da Cabal e ajudar Caleb a acabar com os planos de Gideon.

- Gabriella - Antes ela era do sexo masculino e chamava-se Gabriel. Morto por Shial, a rainha das aranhas, no primeiro jogo, ele sofreu uma transformação de mudança de sexo durante a sua ressurreição e se tornou mulher. Tudo que esta sanguinária mais quer agora é eliminar Gideon e a Cabal. Ela também é uma personagem jogável.

- Ishmael - Em Blood, ele foi queimado vivo por Cerberus. Agora que ressuscitou, ele está disposto a ajudar o seu amigo Caleb a deter Gideon, custe o que custar. É também um personagem jogável.